# Vidblindi
Vidblindi (stnord. Víðblindi = "vrlo slijep") je div u nordijskoj mitologiji.
Snorri Sturluson u Proznoj edi objašnjava da se kit naziva "Vidblindijev vepar" te da div Vidblindi vadi kitove iz mora. 
Sličan naziv za kita je "Vidblindijeva svinja". 
Rudolf Simek (1954. - ) primijetio je da je jedini div koji lovi ribe Himir, ali on nikad nije zvan Vidblindi.
Vidblindijevo se ime nalazi na popisu divova. 